# Lago Queñi
Queñi es un lago argentino ubicado en el departamento Lácar de la provincia del Neuquén, en la Patagonia.
Se encuentra a solo 10 km de la frontera con Chile y a 60 km de la localidad de San Martín de los Andes, por la ruta provincial N.º 48 que lleva al paso internacional Hua Hum.
Está controlado por la Administración de Parques Nacionales y forma parte del Parque nacional Lanín, la única población estable es el guardaparques quien habita una cabaña de madera.
En época de turismo estival, se permite el acampe en la zona determinada con ese propósito. Muy próximo al lago, a 4 km, se encuentra las termas de Queñi, cuyas aguas fluyen a 35 °C. Sus afluentes son el arroyo Queñi y el río Chachín.